# 気多神社 (沼津市)
気多神社（きたじんじゃ）は、静岡県沼津市内浦三津（うちうら みと）にある神社。

## 概要
内浦湾の沿岸北部・三津地区の内浦港の目前至近に鎮座している。南隣りに来迎寺があり、その間に発端丈山のハイキングコース中央登山口が通っている。
創建は貞観元年（859年）とされ、式内社である阿米津瀬気多知命神社（あめつせけたちのみことじんじゃ）（および井田神社（いたじんじゃ））の論社となっている。
祭神は意気長多羅司姫命（おきながたらしひめのみこと）であり、これは八幡神である誉田天皇（応神天皇）の母親である気長足姫命（おきながたらしひめのみこと）、すなわち神功皇后のこととされる。

## 祭神
- 意気長多羅司姫命（おきながたらしひめのみこと）